# Phanerotoma pyrodercis
Phanerotoma pyrodercis är en stekelart som beskrevs av Fischer 1962. Phanerotoma pyrodercis ingår i släktet Phanerotoma och familjen bracksteklar. Inga underarter finns listade i Catalogue of Life.